# ماسکوگی (فلوریدا)

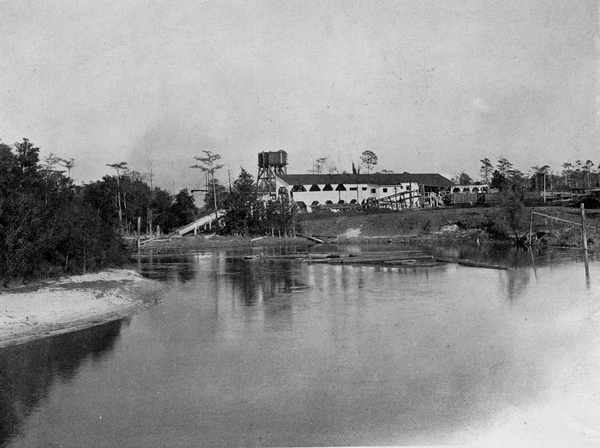
کارخانه چوب بری در ماسکوگی فلوریدا، سال ۱۹۰۳

ماسکوگی، شهر متروکه در بیست مایلی شمال غربی شهر پنساکولا، فلوریدا، آمریکا است که در شهرستان اسکامبیا، کنار رود پردیدو واقع شده است.

## افراد سرشناس
- ژاکلین کاکرن، خلبان، متولد ۱۹۰۶ در ماسکوگی.